# Брегалнишка битка
Битката при Брегалница е събирателно название за боевете между сръбски и български войски по средното течение на Вардар, протежението на река Брегалница и склоновете на Осоговската планина между 17 и 26 юни (30 юни – 9 юли по нов стил) 1913 г., приключили с отстъпление на българите към Царево село. По преценка на сръбски историци това е решителната битка на Междусъюзническата война, завършила с утвърждаване на сръбската власт във Вардарска Македония.
Понятието „битка при Брегалница“ се използва предимно в чуждоезичната и, по-специално, в югославската и сръбската историография. В български исторически книги тези събития се разглеждат по-често не като една битка, а като низ от боеве на 4-та българска армия в началото на войната.

## Противниците и плановете им

### Българите
Към средата на юни 1913 г. в поречието на Брегалница е разположена 4-та българска армия, в състав 100 пехотни дружини, 6 ескадрона и 63 батареи с командващ генерал Стилиян Ковачев. Тези сили са разпределени по следния начин:
- на север, около Кочани, са Македоно-одринското опълчение, 2-ра бригада от Четвърта пехотна преславска дивизия (2/4 бригада) и Седма пехотна рилска дивизия;
- в центъра, около Щип, е Осма пехотна тунджанска дивизия;
- на юг, при Радовиш и Струмица, са дислоцирани Втора пехотна тракийска дивизия и 3-та бригада от Седма дивизия (3/7 бригада).

Според заповедта на помощник-главнокомандващия българската армия генерал Михаил Савов от 15 юни 4-та армия трябва да настъпи по цялата линия между Осоговската планина и Вардар, да завземе благоприятни позиции на десния бряг на Брегалница и да прекъсне (при Удово) железопътната връзка между сръбските и гръцките войски. На 17 юни вечерта, след започването на бойните действия, генерал Ковачев получава нова директива – да овладее териториите до линията Велес – Кратово. Нападението трябва да бъде извършено без формално обявяване на война. Целта е психологически ефект върху сърбите и подпомагане на българската дипломация в спора за подялбата на Македония. Предвид предишните въоръжени инциденти по демаркационната линия (престрелки по Злетовската река на 13 юни), Главното командване не очаква то да предизвика война. Затова конкретен план за операциите на българските войски липсва.

### Сърбите
Срещу 4-та българска армия е изправена основната част от сръбските въоръжени сили:
- 1-ва армия, в състав Дунавската и Шумадийската дивизия I призив, Моравската и Дунавската дивизия II призив, Конната дивизия (общо 62 дружини, 25 ескадрона и 29 батареи), начело с престолонаследника Александър Караджорджевич (началник-щаб генерал Петър Бойович), в района Крива паланка – Кратово – Свети Никола;
- 3-та армия, в състав Дринската и Моравската дивизия I призив и Тимошката дивизия II призив (общо 43 дружини, 7 ескадрона, 25 батареи), начело с генерал Божидар Янкович), в триъгълника Криволак – Щип – Велес;
- Черногорската дивизия и Доброволческата бригада, оставени около Скопие като стратегически резерв на Върховното командване начело с войвода Радомир Путник.

Тези сили заемат две основни отбранителни линии: предната по реките Брегалница и Злетовска, а втората по Светиниколска река към Страцин. Съгласно военната конвенция с Гърция от 19 май 1913 г., в случай на българско нападение (като това от нощта на 16 срещу 17 юни) Сърбия може да разчита на пряка военна помощ от гръцките войски, концентрирани при Гуменджа и около Солун.

## Хронология

### 17 – 18 юни. Българска офанзива
Преди разсъмване на 17 юни българите предприемат офанзива по целия фронт от Султан тепе (в Осоговската планина) до Удово (на Вардар). Македоно-одринското опълчение завладява подстъпите, но не и самия Султан тепе. Седма пехотна рилска дивизия край Дренак и 2-ра бригада от Четвърта преславска дивизия при Добрево изтласкват противника на 5 – 10 километра от Злетовска река. Осма пехотна тунджанска дивизия форсира Брегалница при Щип и води кръвопролитни боеве с Дринската (I призив) и Моравската (I призив) дивизия на Ежов рид и край Сушево. Крайните левофлангови части на 4-та армия (3-та бригада от Седма дивизия) завземат железопътната станция Удово, охранявана от слаби сръбски части.
Въпреки внезапното нападение, 4-та армия среща твърда съпротива на сърбите и не успява да постигне желания бърз успех.

### 18 – 21 юни. Сръбски контраудар през Злетовска река към Кочани
На 18 юни следобед, след протести на сръбската легация в София и заповед на министър-председателя Стоян Данев, българите прекратяват едностранно огъня. Сръбската страна обаче отхвърля предложението за примирие и преминава в контранастъпление по направление към Кочани. На кота 550, южно от село Дренак, Шумадийската (I) дивизия успява да изненада и разгроми българския 13-и пехотен и две дружини от 26-и пехотен полк. Дала тежки загуби (общо 4600 убити, ранени и пленени за двата дни бойни действия), българската Седма дивизия отстъпва обратно на левия бряг на Злетовска река. Същото прави и 2/4 бригада. Отстъплението на дивизията на генерал Тодоров оголва десния фланг на Осма дивизия. През нощта на 18 срещу 19 юни тя се оттегля обратно на левия бряг на Брегалница. На крайния северен фланг сръбското командване съсредоточава три полка от Моравската (II) и Дунавската (I) дивизия и изтласква частите на Македоно-одринското опълчение, проникнали на 8 километра от Крива паланка.
В края на втория ден 4-та българска армия е отблъсната на изходните си позиции от началото на битката. През следващите дни сърбите развиват успеха си срещу Седма дивизия. В участъка на тази дивизия и 2/4 бригада са съсредоточени три пехотни (Шумадийската I, Моравската II и Черногорската) и една конна дивизия. На 20 и 21 юни те атакуват и завземат Райчин рид (край село Райчани). Българите отстъпват в безредие и спират на 4 километра западно от Кочани. Сръбският натиск отслабва след вестта за поражението на десния фланг на сръбската 3-та армия при Криволак. Путник нарежда на Шумадийската (I) дивизия да се изтегли обратно през Злетовска река, за да попречи на евентуално българско настъпление от Криволак към Велес, в тила на сръбските армии.

### 19 – 21 юни. Поражение на сърбите при Криволак
Както генерал Савов, така и генерал Радко Димитриев, който го сменя на поста помощник-главнокомандващ на 20 юни, разчитат, че 4-та армия ще съумее да нанесе решително поражение на сръбските войски за по-малко от седмица – преди натискът на гръцката армия от юг да даде позитивен за сърбите резултат. Основните си надежди българското командване възлага на операцията срещу десния фланг на противниковата 3-та армия при Криволак.
Боят при Криволак започва на 19 юни, след като в предните два дни 1-ва бригада от българската Втора пехотна дивизия настъпва откъм Радовиш, прекосява река Крива Лъкавица и Серка планина и достига укрепленията на сръбската Тимошка (II) дивизия и Доброволческата бригада пред криволашкия завой на Вардар. Първите български атаки същата вечер и през нощта срещу 20 юни са отбити, но съотношението на силите се променя след пристигането от Удово на 2-ра бригада и 11-и пехотен полк. На 20 и 21 юни българите съсредоточават натиска си върху десния сръбски фланг при село Пепелище и го разбиват. След като и левият им фланг е обходен откъм Драгоево, сърбите отстъпват зад река Брегалница.
В резултат от Криволашкия бой Тимошката дивизия е разгромена (губи над 3500 души и част от артилерията си), а с това сръбската 3-та армия е застрашена от обход. Поради тежките загуби (над 2100 души), Втора тракийска дивизия и 11-и полк (1/3 бригада) не продължават настъплението към Велес.

### 22 – 26 юни. Прегрупиране на противниците и отстъпление на българската 4-та армия
След неуспешните боеве при Дренак, Райчин рид и Султан тепе, на 22 и 23 юни деснофланговите съединения на 4-та българска армия отстъпват 15 километра към Безиково и Баньо Чука. Първа бригада от Македоно-одринското опълчение не успява да се оттегли навреме и дава няколкостотин жертви и пленници, а сърбите завладяват връх Китка. Седма дивизия отстъпва необезпокоявано на изток от Кочани.
Сръбското командване нарежда на Моравската (I) дивизия да спре преследването заради общо прегрупиране на силите. Прегрупирането е предприето за усилване на 3-та армия след Криволашкия бой. Раздвижването на българските войски от север (офанзивата срещу Пирот, започнала на 22 юни) налага ново разместване на сръбските войски. Две дивизии – Дринската (I) и Шумадийската (I), са изтеглени към Велес и Куманово.
В това време генерал Ковачев подготвя контраудар срещу сръбските части, проникнали до Кочани. Те са отслабени заради прегрупиранията, предприети от сръбското върховно командване, и от холерата. Ударът срещу тях трябва да бъде нанесен едновременно от изток със Седма дивизия и от юг с Втора дивизия. За целта последната потегля от Криволак (22 юни), минава зад тила на Осма дивизия, на чийто фронт при Щип цари сравнително затишие, и към 24 юни заема изходни позиции при село Червилово (на левия бряг на Брегалница, северно от Щип).
На същия ден генерал Ковачев отменя операцията и нарежда общо отстъпление на армията си към Калиманското плато. В донесение до главната квартира той иска дипломатическа интервенция, като подчертава, че войските му са пред катастрофа. Причина за това е, че след победата си при Дойран (на 23 юни) срещу части на 2-ра българска армия гръцките войски напредват бързо към Струмица – Петрич – една от основните комуникационни линии в тила на 4-та армия. Осма дивизия се оттегля необезпокоявана от Щип през нощта срещу 25 юни. На 26 юни сърбите заемат Радовиш. Докато българското ляво крило отстъпва, дясното контраатакува. Части от МОО, 2/4 бригада и Седма дивизия прекосяват река Каменица (десен приток на Брегалница) и отблъскват Черногорската дивизия от връх Говедарник и Дулишките височини.
С общото оттегляне на българите към Царево село към 26 юни боевете стихват до сръбския пристъп срещу Калиманската позиция в началото на юли.

## Анализ
Действията командващите на българската страна в битката – генералите Михаил Савов и Стилиян Ковачев, търпят много критики от съвременници и по-късни историци. Като тяхна грешка се отчита фактът, че започват офанзивата на 17 юни разпръснато, без концентрацията на сили, необходима за решителен пробив в един участък от фронта. Атаката към слабо защитените Удово и Криволак в първите дни на битката е всъщност „удар във вода“, който отвлича твърде големи български сили далеч от противника. Прехвърлянето на тези войски след боя при Криволак към централния и северния сектор на фронта идва твърде късно, за да внесе обрат в битката.
За разлика от Ковачев, войвода Радомир Путник съсредоточава значителни сили за масирания удар по десния български фланг при Кочани и с това печели битката. Той обаче също е критикуван затова, че под влияние на локалните български успехи при Криволак и Пирот прекъсва настъплението към Царево село и Горна Джумая и изпуска шанс да разгроми напълно 4-та българска армия.
Като фактор, спомогнал Путник да събере сили за удара към Кочани, се отчита закъснялото и мудно включване на българската 5-а армия на генерал Стефан Тошев в бойните действия. След поредица от противоречиви заповеди от главното командване, на 20 юни тя настъпва от района на Кюстендил в поречието на Крива река към долината на Пчиня и през следващите шест дни успява да притисне сериозно левия фланг на сръбската 1-ва армия – Дунавската (II) дивизия. Тези успехи идват твърде късно за българите и имат само локално значение.